# Slätthult (oostelijk deel)
Slätthult (oostelijk deel) (Zweeds: Slätthult (östra delen)) is een småort in de gemeente Lerum in het landschap Västergötland en de provincie Västra Götalands län in Zweden. Het småort heeft 90 inwoners (2005) en een oppervlakte van 24 hectare. Het småort bestaat uit het oostelijk deel van de plaats Slätthult.